# Madras Settlement
Madras Settlement es una localidad de Trinidad y Tobago, que forma parte de la región de Couva-Tabaquite-Talparo.

## Geografía
La localidad abarca parte de la isla Trinidad y limita al norte con St. Helena Village (villa de la región de Princes Town), al sur con Welcome, al este con Nancoo Village y Las Lomas (Nos. 1 & 2) y al oeste con Cunupia y Chin Chin.

## Demografía
Datos demográficos de la localidad de Madras Settlement:
| Gráfica de evolución demográfica de Madras Settlement entre 2000 y 2011 |
|                                                                         |